# Kundel bury
Kundel bury – drugi singel Darii Zawiałow wydany 14 października 2016 promujący album A kysz!. Teledysk do utworu uzyskał ponad 8 mln wyświetleń na YouTube. Piosenka przebywała 27 tygodni na liście przebojów Programu Trzeciego Polskiego Radia.

## Twórcy
- słowa: Daria Zawiałow
- muzyka: Daria Zawiałow, Michał Kush
- produkcja, miks i mastering: Michał Kush, Marcin Gajko, Dominika Podczaska
- gitary: Piotek "Rubens" Rubik

## Notowania
- Lista Przebojów Trójki: 13
- Szczecińska Lista Przebojów: 46[2]

## Certyfikaty
| Państwo       | Status          | Sprzedaż |
| ------------- | --------------- | -------- |
| Polska (ZPAV) | Platynowa płyta | 20 000   |